# 베타-류신
β-류신(영어: β-leucine)은 L-류신의 위치 이성질체로, 류신 2,3-아미노뮤테이스에 의한 L-류신의 대사 경로를 통해 사람에서 자연적으로 생성되는 β-아미노산이다. 코발라민(비타민 B12) 결핍증이 있는 사람의 혈장에서 β-류신의 농도가 높아진다.

## 사람에서 생합성 및 대사
L-류신 대사의 작은 부분(약 33%를 차지하는 고환을 제외한 모든 조직에서 5% 미만)은 처음에 류신 2,3-아미노뮤테이스에 의해 촉매되어 β-류신을 생성한다. β-류신은 일련의 효소들에 의해 β-케토아이소카프로산, β-케토아이소카프로일-CoA를 거쳐 아세틸-CoA로 대사된다.

## 같이 보기
- β-케토아이소카프로산